# Суперкубок Ірану з футболу 2019
Суперкубок Ірану з футболу 2019  — 5-й розіграш турніру. Клуб Персеполіс був переможцем  чемпіонату Ірану та володарем кубка Ірану сезону 2018-19 років. З огляду на це Федерація футболу Ісламської Республіки Іран оголосила, що переможцем Суперкубка Ірану 2019 є Персеполіс.
| Володар Суперкубка Ірану 2019 |
| ----------------------------- |
|                               |
| Персеполіс Третій титул       |